# Рысин, Александр Николаевич
Алекса́ндр Никола́евич Ры́син (7 марта 1928, с. Крюково, Пензенская губерния — 3 января 2014, Одесса) — директор Мемориала героической обороны Одессы (1980—2013), заслуженный работник культуры Украины.

## Биография
В 1956 г. окончил Киевское высшее военное авиационное инженерное училище по специальности «инженер радиотехники ВВС». Служил в частях ВВС СССР, вышел в запас из состава 5-й воздушной армии в звании полковника.
С июня 1980 г. — руководитель отдела историко-краеведческого музея Одессы, в который входил Мемориал героической обороны Одессы на бывшей огневой позиции 411-й батареи береговой артиллерии. Способствовал пополнению экспозиции мемориала: привёз из Советской Гавани орудие береговой батареи (1983), организовал установку самолёта И-16; готовил создание музея «Черноморский флот в период обороны Одессы» на основе подводной лодки М-296 проекта А-615 «Малютка».
Инициатор возведения на территории Мемориала православного Храма Святого Великомученика Георгия Победоносца — покровителя славянского воинства. В этом храме А. Н. Рысина отпевали 5 января.

## Награды
- Почётный знак отличия Одесского городского головы «За заслуги перед городом»
- заслуженный работник культуры Украины
- победитель конкурса «Вечерней Одессы» «Люди дела» памяти Бориса Деревянко (2001)[4]
- Орден святого равноапостольного великого князя Владимира[5].